# Косжар
Косжар (каз. Қосжар) — село в Аральском районе Кызылординской области Казахстана. Административный центр и единственный населённый пункт Косжарского сельского округа. Код КАТО — 433248100.

## Население
В 1999 году население села составляло 345 человек (177 мужчин и 168 женщин). По данным переписи 2009 года, в селе проживало 470 человек (246 мужчин и 224 женщины).